# André Abegglen
André Abegglen (Genf, 1909. március 7. – Zürich, 1944. november 8.) svájci válogatott labdarúgó, csatár. Beceneve Trello volt.

## Pályafutása
Az első nagy svájci játékos, aki nemzetközi szinten is felhívta magára a figyelmet. "Xam" becenéven ismert fivérével, Maxszal együtt a zürichi Grasshoppers összekötője volt. Trello 52 válogatott mérkőzésen 29 gólt szerzett 1927 és 1943 között. Remek teljesítményt nyújtott az 1934-es és 1938-as világbajnokságon. 1935. augusztus 25-én a Valenciennes elleni mérkőzésen hétszer talált az ellenfél hálójába, ami a mai napig is rekord a francia bajnokságban.

## Halála
1944. november 8-án csapatával a La Chaux-de-Fonds-al egy mérkőzésre tartottak, mikor vonatbalesetet szenvedtek.

## Sikerei, díjai
Grasshoppers
- Svájci bajnok (2): 1926–27, 1930–31
- Svájci kupagyőztes (3): 1926–27, 1931–32, 1933–34

 Servette Genf
- Svájci bajnok (1): 1939–40

 Sochaux
- Francia bajnok (2): 1934–35, 1937–38
- Francia gólkirály: 1935 (30 gól)